# Fran Jović
Fran Jović, född 13 juni 1984 i Zagreb, är en kroatisk fotbollsdomare. Han är FIFA-domare sedan 2014.

## Karriär
Jović dömde sin första match i den kroatiska högstaligan den 17 oktober 2009. Han var en av de utvalda domarna vid både U17-EM 2016 och 2017.
I maj 2022 dömde Jović finalen i kroatiska cupen mellan Hajduk Split och Rijeka.